# Birger Håkansson
Karl Birger Håkansson, född 25 augusti 1927 i Rödeby, Blekinge län, död 18 februari 1999 i Helsingborg, var en svensk politiker (socialdemokrat) som var kommunstyrelsens ordförande i Helsingborgs kommun 1983–1985 och 1989–1991.

## Biografi
Håkansson var till yrket busschaufför och valdes in i Helsingborgs kommunfullmäktige 1974 som ledamot för Socialdemokraterna. Samma år blev han invald som ett av tre kommunalråd för de styrande Socialdemokraterna i Helsingborgs kommunstyrelse. Efter den borgerliga vinsten i kommunalvalet 1976 övergick Håkansson 1977 till att verka som oppositionsråd i kommunstyrelsen. Denna post innehade han fram till 1982, då Socialdemokraterna övertog makten i kommunen. Håkansson valdes då till kommunstyrelsens ordförande med verkan från 1983. Efter detta val kom makten i Helsingborgs kommun att växla mellan högern och vänstern vid varje val fram till valet 2010. Nästa val innebar därför ytterligare ett maktskifte och Håkansson återgick som oppositionsråd medan ordförandeposten övertogs av Ella Tengbom-Velander från Moderaterna. Valet därefter återkom Socialdemokraterna i politisk majoritet och Håkansson utsågs även denna gång som kommunstyrelsens ordförande. Valet 1991 innebar följaktligen en borgerlig majoritet och efter detta val avgick Håkansson som kommunalråd. Han behöll dock sin plats i kommunfullmäktige fram till 1994, då han slutligen drog sig tillbaka från politiken.